# Sur la piste des Apaches
Sur la piste des Apaches (titre original : Apache Uprising) est un film américain en Technicolor réalisé par R. G. Springsteen, sorti en 1965.

## Synopsis
En traversant l'Arizona dans les années 1880, deux hommes — Jim Walkers et Bill Gibson — se font attaquer par des Apaches mais sont sauvés par l'arrivée de la Cavalerie. Les deux hommes tentent de prévenir les habitants de la ville la plus proche, Apache Wells, d'une révolte prochaine des apaches. Arrivés à Apache Wells, ils proposent leur escorte à une diligence se préparant pour transporter une importante somme d'argent vers une autre ville...

## Fiche technique
- Titre : Sur la piste des Apaches
- Titre original : Apache Uprising
- Réalisation : R.G. Springsteen
- Scénario : Way Station, d'après le roman Way Station (1961) de Harry Sanford (1929-1999) et Max Steeber.
- Photographie : W. Wallace Kelley
- Montage : John F. Schreyer
- Musique : Jimmie Haskell
- Producteur : A. C. Lyles
- Société de production : A.C. Lyles Productions
- Société de distribution : Paramount Pictures
- Pays original : États-Unis
- Langue : anglais
- Format : couleur Technicolor (Techniscope) – 35 mm – 2.35:1 – mono (Western Electric Noiseless Recording)
- Genre : Western
- Durée : 90 min (1 h 30)
- Dates de sortie :
  - États-Unis : 29 décembre 1965
  - France : 7 septembre 1966

## Distribution
- Rory Calhoun : Jim Walker
- Corinne Calvet : Janice MacKenzie
- John Russell : Vance Buckner
- Lon Chaney Jr. : Charlie Russell
- Gene Evans : Jess Cooney
- Robert H. Harris : Hoyt Taylor
- Richard Arlen : le capitaine Gannon
- Arthur Hunnicutt : Bill Gibson
- DeForest Kelley : Toby Jack Saunders
- George Chandler : Jace Asher
- Jean Parker : Mme Hawks
- Johnny Mack Brown : shériff Ben Hall
- Donald Barry : Henry Belden
- Abel Fernandez : Young Apache Chief
- Robert Carricart : Chico Lopez
- Paul Daniel : Tonto Chief Antone
- Regis Parton : Hank
- Roy Jenson : sergent Hogan
- Rodd Redwing : Archie Whitewater
- Ben Stanton : Townsman Joe